# Frossos (Braga)
Frossos ist ein Ort und eine ehemalige Gemeinde (Freguesia) im Norden Portugals.

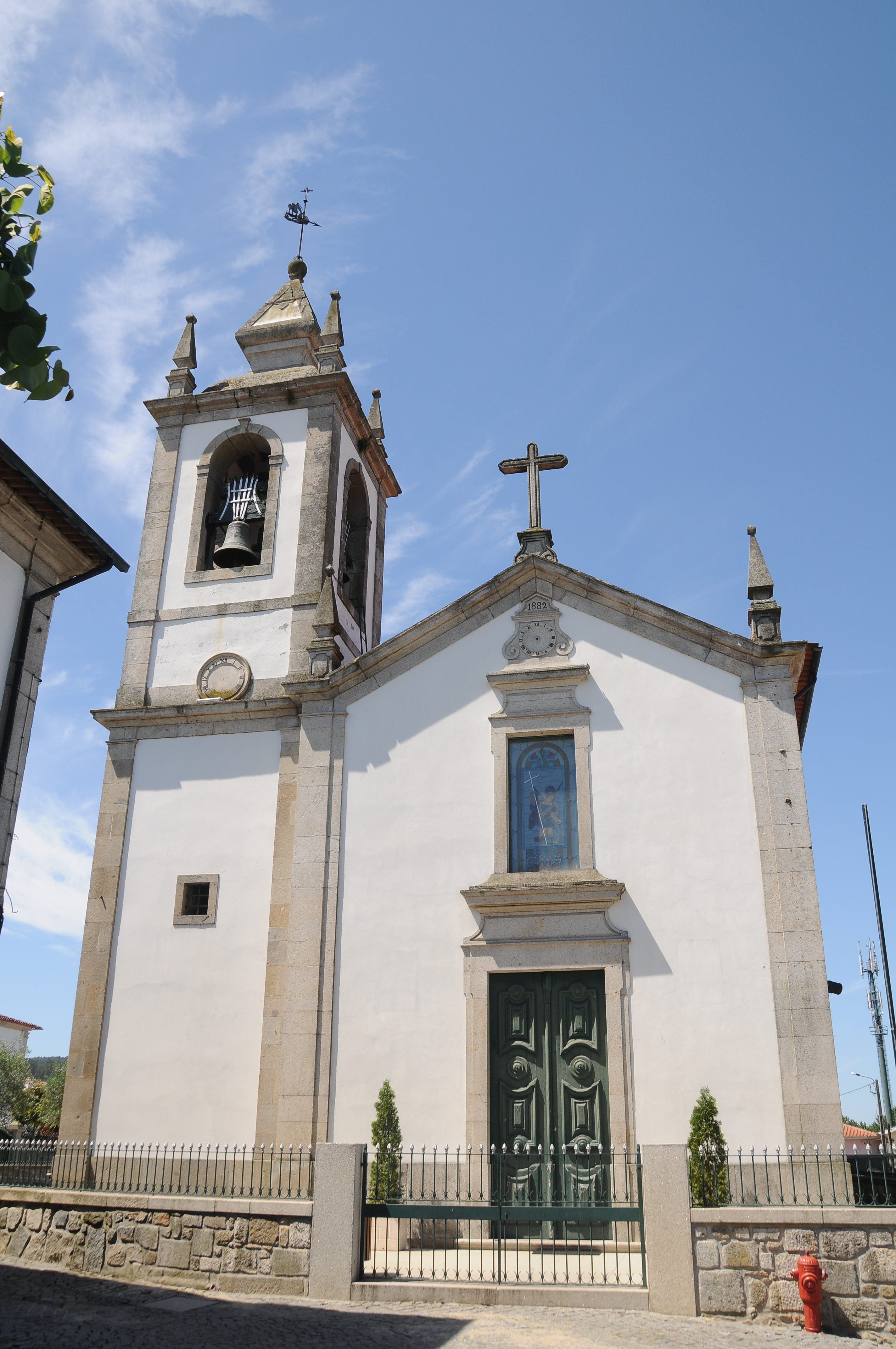
Kirche von Frossos

Frossos gehört zum Kreis und zur Stadt (pt: Cidade) Braga im Distrikt Braga. Die Gemeinde hatte eine Fläche von 1,3 km² und 1802 Einwohner (Stand 30. Juni 2011).
Am 29. September 2013 wurden die Gemeinden Frossos und Merelim (São Pedro) zur neuen Gemeinde União das Freguesias de Merelim (São Pedro) e Frossos zusammengeschlossen.

## Bauwerke
- Palácio dos Biscainhos